# Les années 80 commencent
Albums de Michel Jonasz
Guigui
(1978) La nouvelle vie
(1981)
Les années 80 commencent est le cinquième album studio de Michel Jonasz sorti en 1979. Il s'est écoulé à plus de 100 000 exemplaires en France.

## Titres
| No  | Titre                                            | Durée |
| --- | ------------------------------------------------ | ----- |
| 1.  | Les années 80 commencent                         |       |
| 2.  | Hello les oiseaux                                |       |
| 3.  | Inspiration                                      |       |
| 4.  | Descends                                         |       |
| 5.  | Mini-cassette                                    |       |
| 6.  | L'Ongle cassé contre un nounours aux bras tordus |       |
| 7.  | 25 piges dont 5 au cachot                        |       |
| 8.  | Les Wagonnets                                    |       |
| 9.  | Deux oiseaux dans la nuit                        |       |
| 10. | Paire de palmes dans l'eau perdue                |       |
| 11. | T'as d'la peine poussin                          |       |

## Classement
| Classement (1980) | Meilleure place |
| ----------------- | --------------- |
| France (SNEP)     | 5               |